# روبي بلونديل
روبي بلونديل (بالإنجليزية: Ruby Blondell)‏ هي بروفيسورة أمريكية، ولدت في 1954.